# Крымшамхалов, Хамзат Басханукович
Хамза́т Басханукович Крымшамха́лов (карач.-балк. Къырымшаухалланы Басханукъну джашы Хамзат); 23 февраля 1917, Теберда, Российская империя — 2 октября 1985, Нальчик, СССР, — советский скульптор, художник, заслуженный художник РСФСР (1979).

## Происхождение
Происходит из знатного рода карачаевских князей Крымшамхаловых. Его прадед Ислам Ачахматович Крымшамхалов был олием Карачая, в 1828 году подписал мирный договор о присоединении Карачая к России. Отец — царский офицер, штабс-капитан Басханук Крымшамхалов. Дядя — известный поэт, художник, просветитель Ислам Крымшамхалов, другой дядя — полковник Мырзакул Крымшамхалов.
Мать Хамзата Крымшамхалова происходила из балкарского княжеского рода Абаевых. Дед по материнской линии — известный российский этнограф, публицист Мисост Абаев.

## Биография
Родился 23 февраля 1917 года в городе Теберда. После установления советской власти, род Крымшамхаловых подвергся репрессиям. Когда Хамзату было 5 лет, его отец был арестован и расстрелян. Мать с сыном перебралась в Дагестан.
После окончания школы Хамзат Крымшамхалов поступил в Тбилисскую академию художеств, где проучился до 1940 года.
До войны работал художником в газете «Дагестанская правда».
В 1941—1943 гг. Хамзат Басханукович был на фронтах Великой Отечественной войны. В одном из боев он был тяжело ранен и лечился в военном госпитале Тбилиси.
После демобилизации вернулся на работу в «Дагестанскую правду», однако вскоре был депортирован в Среднюю Азию вместе со всем карачаевским народом.
Во время ссылки Крымшамхалов принимал активное участие в архитектурно-монументальном оформлении города Алма-Ата.
В 1957 году художник вернулся на Кавказ, и до самой смерти жил и работал в Нальчике, в жанре графики, живописи и скульптуры.

## Наиболее известные работы мастера
- Скорбящий горец
- Приглашение в Карачаевск